# Суні (антилопа)
Суні (Neotragus moschatus) — вид парнокопитних ссавців родини Бикові (Bovidae). Це невеликого розміру антилопа що живе в лісовому підліску від Кенії на півночі до провінції Квазулу-Наталь в ПАР на півдні.

## Таксономія і етимологія
Науковою назвою суні є Neotragus moschatus. Вона належить до роду Neotragus - разом з карликовою антилопою (Neotragus pygmaeus) і карликовою антилопою Бейтса (Neotragus batesi) - і в сімейство Bovidae. Виділяють чотири підвиди, деякі дослідники виділяють їх в окремі види:
- N. m. kirchenpaueri (Pagenstecher, 1885)
- N. m. livingstonianus (Kirk, 1865)
- N. m. moschatus (Von Dueben, 1846)
- N. m. zuluensis (Thomas, 1898)

## Опис
Суні-це невелика антилопа, але більша за обох представників її роду. Суні висотою від 33 до 43 см в плечах, довжина тіла (разом з головою) складає від 57 до 62 см, важить від 4,5 до 5,4 кг. Колір шерсті червонувато-коричневий, спина дещо темнішого кольору. Живіт, горло і підборіддя білого кольору. Ніздрі червоні, а навколо очей і над копитами є чорні кола. Самці мають рогидовжиною 8-13 см. Самки безрогі. Суні можуть видавати слабкі звуки, подібні до лаю і свисту.
Харчуються листям, грибами, фруктами, квітками, майже не потребують питної води, оскільки отримують її з їжею. Вони полохливі, найбільш активні вночі, а вдень сплять в захищеному місці. Вони соціальні, але територіальні; самці охороняють територію около трьох гектарів. Мітять територію виділеннями з передочних залоз. На території може знаходитись індивідуальна або колективна купа гною. Вагітність триває 183 дні.

## Загрози і збереження
Популяція суні помітно скоротилась через полювання, знищення природного середовища і нападів собак, особливо в Південній Африці, на південному сході якої мешкає суні. Тим не менш, антилопа відома своєю стійкістю до антропогенного тиску і внесена до списку тварин, що є в найменшій загрозі.